# 查尔斯·爱德华·斯图亚特
查尔斯·爱德华·路易·约翰·西尔维斯特·马里亚·卡西米尔·斯图亚特（英語：Charles Edward Louis John Sylvester Maria Casimir Stuart，1720年12月31日—1788年1月30日），是詹姆斯·弗朗西斯·爱德华·斯图亚特的长子、英格兰国王和爱尔兰国王詹姆斯二世（即苏格兰国王詹姆斯七世）之孙，1766年—1788年称英格兰国王、苏格兰国王、爱尔兰国王查尔斯三世。 生前他又被称为小王位觊觎者（The Young Pretender）、小骑士（The Young Chevalier）；而在大众记忆中，通常被称作英俊王子查理（Bonnie Prince Charlie）。
他生于罗马，大部分人生在意大利度过。1744年，他前往法国参加一场有计划的入侵，以恢复他父亲统治下的斯图亚特君主制。当法国舰队被风暴部分摧毁时，查尔斯在与詹姆斯党领袖讨论后决定前往苏格兰。这导致查尔斯在苏格兰西海岸乘船登陆和1745年詹姆斯党起事。他率领的詹姆斯党军队最初取得一些战场胜利如1745年9月的普雷斯顿潘斯战役和1746年1月的福尔柯克·穆伊尔战役。但1746年4月查尔斯在卡洛登战役中失败，事实上终结了斯图亚特的宣称。尽管随后有一些尝试，如1759年法国计划入侵，但查尔斯无法恢复斯图亚特君主制。起事后他逃离苏格兰，被描绘成一个浪漫的失败英雄形象。
随着詹姆斯党事业的失败，查尔斯在欧洲大陆度过了余生，除了一次秘密访问伦敦。返回后，查尔斯曾在法国短暂居住直到1748年根据《1748年亚琛条约》被放逐。查尔斯最终回到了意大利，在那里他晚年的大部分时间生活在佛罗伦萨和罗马。在1772年与斯托尔伯格-革登的露易丝公主结婚之前，他有过许多情妇。在他晚年，查尔斯的健康状况大幅下降，据说他是个酒鬼。然而，他在1745年和1746年起事期间的逃跑行为，以及他的逃离苏格兰，导致他被描绘成一个失败英雄的浪漫人物。他的一生以及一次恢复斯图亚特王朝的可能前景，留下了一个不朽的历史传奇，至今仍在传承。

## 早年

### 童年和教育：1720年–1734年

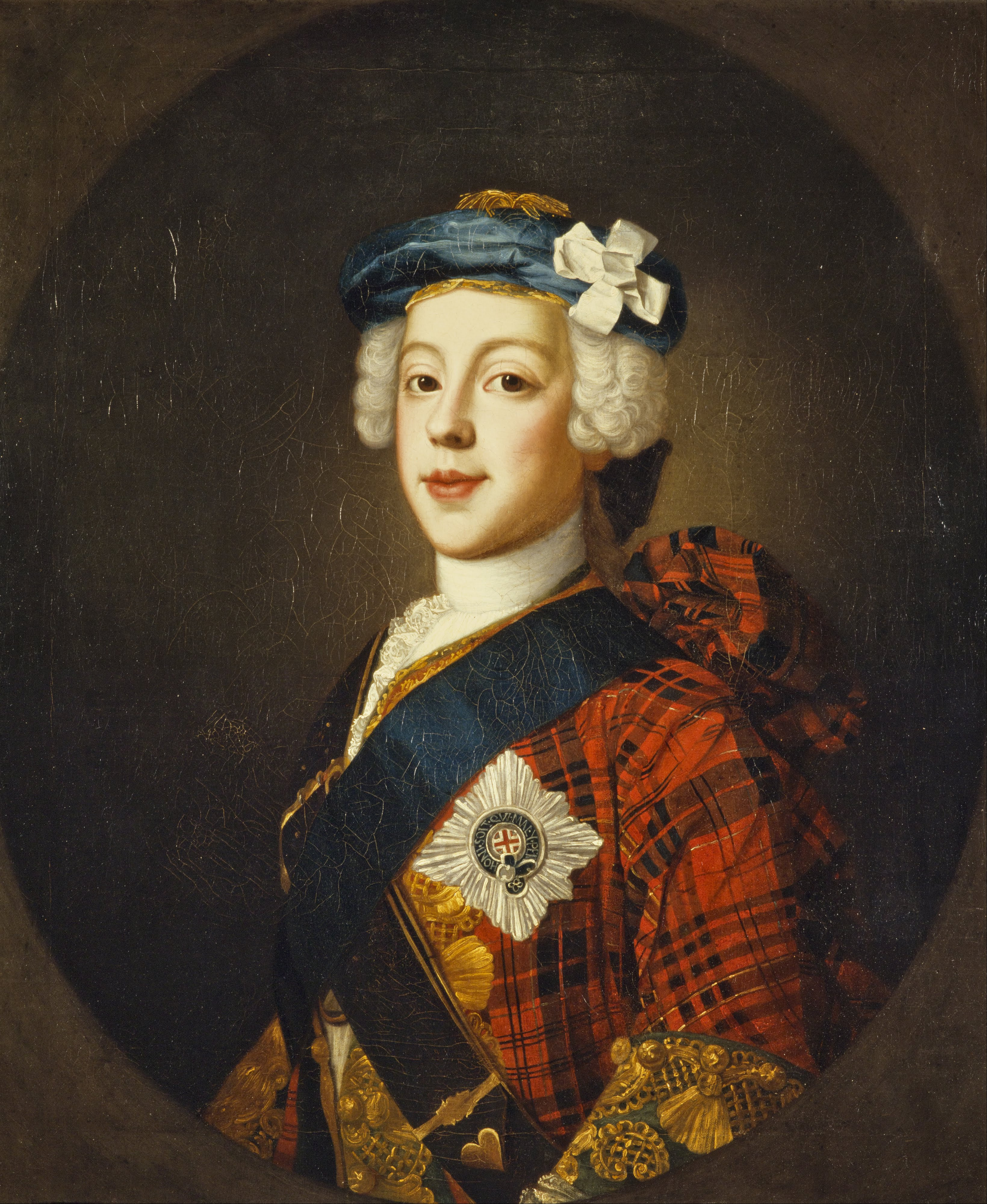
查尔斯·爱德华·斯图亚特王子。詹姆斯·弗朗西斯·爱德华·斯图亚特王子的长子。约1750年威廉·莫斯曼所画

1720年12月31日，查尔斯生于罗马穆蒂宫，这是教宗克勉十一世曾为查尔斯的父亲提供的居所。历史学家对谁主持了他的洗礼仪式持不同看法。凯贝特称他的洗礼仪式由克勉十一世主持；道格拉斯和皮宁斯基称是蒙特菲亚斯科内主教主持。他的名字中，查尔斯用于纪念曾祖父，爱德华用于纪念忏悔者爱德华，路易斯用于纪念法国国王，卡西米尔用于纪念波兰诸国王，西尔韦斯特用于纪念他在圣西尔维斯特节出生。
他是流亡的斯图亚特国王詹姆斯二世之子“老王位觊觎者”詹姆斯和玛丽亚·克莱门蒂娜·索别斯卡的儿子，克莱门蒂娜是以在1683年维也纳之战中战胜奥斯曼土耳其人而扬名的波兰国王约翰三世的孙女。查尔斯的祖父英格兰和爱尔兰国王詹姆斯二世和苏格兰国王詹姆斯七世在1685年-1688年在位。1688年，他在英格兰议会邀请荷兰清教徒威廉三世及其妻、詹姆斯二世的长女玛丽公主取代他。包括一部分著名国会议员在内的很多新教徒担心詹姆斯二世意在将英格兰完全恢复天主教信仰。从詹姆斯二世流亡和《1701年嗣位法令》起，“詹姆斯党”就致力于在英格兰、爱尔兰和苏格兰即在1603年由詹姆斯六世和一世统一并在1707年通过《联合法案》实现议会合并的大不列颠复辟斯图亚特王朝。查尔斯王子在争取这一最终目的中扮演了重要角色。
据说查尔斯年轻时双腿无力，可能是佝偻病的结果。然而，查尔斯接受了锻炼和跳舞的指导，以帮助改善他的体质，这在后来几年中增强了他的双腿。查尔斯的大部分童年在罗马和博洛尼亚度过，在一个小随从和一个充满爱但时常争执的家庭陪伴下长大。他的弟弟亨利·本笃·斯图亚特5年后于1725年3月出生。他的母亲和父亲经常不和，导致了一场值得注意的事件：在1725年亨利出生后不久，克莱门蒂娜离开了宫殿，搬到了修道院，直到1727年才回来。虽然家里有几个人是新教徒，而且教宗最初对他的宗教教育表示担忧，但查尔斯被培养成天主教徒。作为英格兰、苏格兰和爱尔兰王位的合法继承人，詹姆斯和他的家人生活在一种自豪感中，坚信君权神授。查尔斯早年的大部分时间都与年长的男人在一起，其中一些人担任他的导师。查尔斯·爱德华的主管是詹姆斯党的邓巴伯爵詹姆斯·穆雷，虽然教宗最初对查尔斯在新教总督领导下的宗教教育表示担忧，但詹姆斯同意查尔斯将被作为天主教徒养大。他的导师包括骑士拉姆齐、托马斯·谢里丹爵士和天主教的文西格拉神父。他很快就熟悉了英语、法语和意大利语，尽管据说他从未完全掌握过任何语言，而且是部分文盲。据报道，在童年时期，他喜欢打猎、骑马、高尔夫、音乐和舞蹈。

### 欧洲旅行：1734-1745年

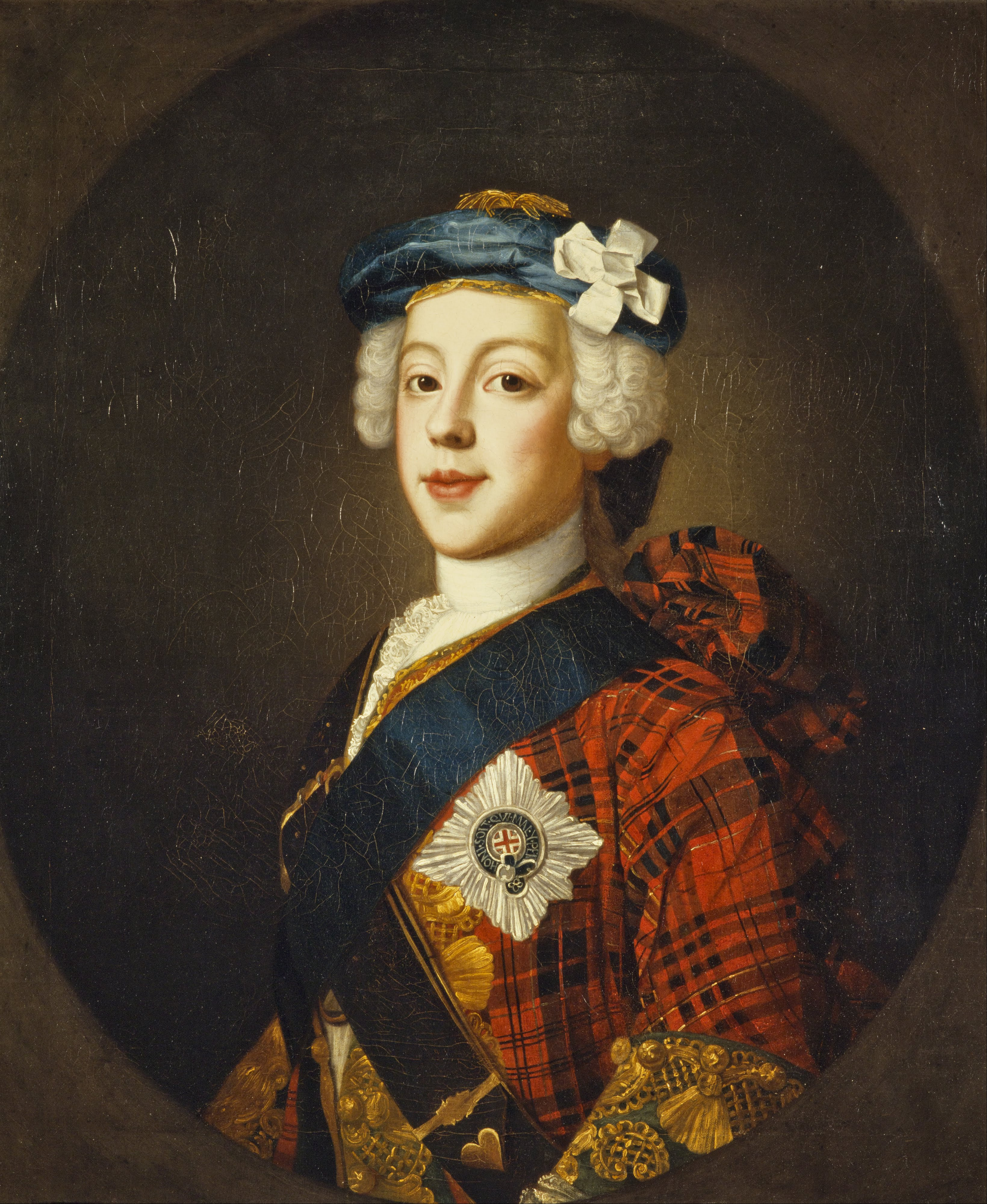
威廉·莫斯曼所作肖像，约1750年

1734年，他的堂兄、加入西班牙卡洛斯王子一方争夺那不勒斯王位的利里亚公爵经过罗马。他提议带查尔斯去远征，这个13岁的男孩被卡洛斯任命为炮兵将军。7月30日，他在护送下离开了罗马，和堂兄弟一起前往法国和西班牙对盖塔的围攻，这是他第一次接触战争。在盖塔时，他观察了围攻的最后阶段，据说在围城的战壕中遭到了炮火袭击。他于1734年末返回罗马。1735年1月，查尔斯14岁生日后不久，母亲克莱门蒂娜死于坏血病。几个月来，她一直处于健康状况不佳的状态，然而，据说查尔斯在母亲去世后感到非常难过。
有些长大后，查尔斯·爱德华被他的父亲和教宗介绍给意大利社会。1737年，詹姆斯派他的儿子在意大利主要城市旅行，以完成他作为王子和饱经世故的人的教育。查尔斯访问了热那亚、佛罗伦萨、帕尔马、博洛尼亚和威尼斯。此次意大利之行令查尔斯感到震惊，他曾认为自己会受到王室王子的欢迎。相反，大多数欧洲朝廷只接受他为“奥尔巴尼公爵”（14世纪苏格兰王室采用的历史头衔）。虽然他是天主教徒，但许多欧洲国家希望避免与英国对抗，唯一的例外是威尼斯。
到他20岁时，他已成为罗马上层社会的一名著名成员，并对酒精和精美衣服产生了嗜好，这些花费经常超过了他的津贴。由于亨利致力于祈祷和宗教研究，他与弟弟的距离越来越远。他的父亲继续依靠外国援助来恢复自己在英国和爱尔兰的王位；但查尔斯愈发支持在没有入侵或任何外国支持的情况下进行叛乱的想法。1743年，因不能亲临不列颠，詹姆斯命儿子查尔斯为摄政王，赋予他以自己名义行事的权力。
1744年1月，其父詹姆斯自认为获得了改组的法国政府事实上的重新支持。基于这一错误信念，查尔斯·爱德华从罗马秘密前往法国，最初以狩猎队的名义。然而，法国政府和国王路易十五都不曾正式邀请查尔斯。然而2月，法国政府已同意计划入侵英格兰，希望将英国军队从奥地利继承战争中撤出。查尔斯随后前往敦刻尔克，目的是陪同法国军队穿越英格兰。这场入侵从未实现，因为法国舰队在春分时被风暴驱散，损失了11艘船。当舰队重新集结时，英国舰队已经意识到法军的声东击西之计，在海峡严阵以待。
在计划入侵失败后，查尔斯留在法国，住在几个地方，包括格拉沃利讷、尚蒂伊和巴黎，1744年5月在蒙马特租赁了一座山顶别墅。由于在衣柜、服务员和酒水上的支出，查尔斯欠下了30000里弗尔的债务。有了这一消息，在入侵失败后，法国人试图通过拒绝向查尔斯支付每月补贴来鼓励他返回意大利。然而，当他再也付不起蒙马特的房子租金时，康布雷大主教同意把巴黎附近的乡村庄园借给他。查尔斯一直呆在那里，直到1745年1月。，在法国人多次试图鼓励他离开巴黎地区后，他退居到苏瓦松的贝里克公爵（他的庶出伯父）夫人安妮的乡村别墅。但是在此期间，查尔斯继续定期前往巴黎，经常隐姓埋名，经常光顾巴黎的酒店，与支持者会面。

## 1745年的起事

### 准备和苏格兰之旅：1745年

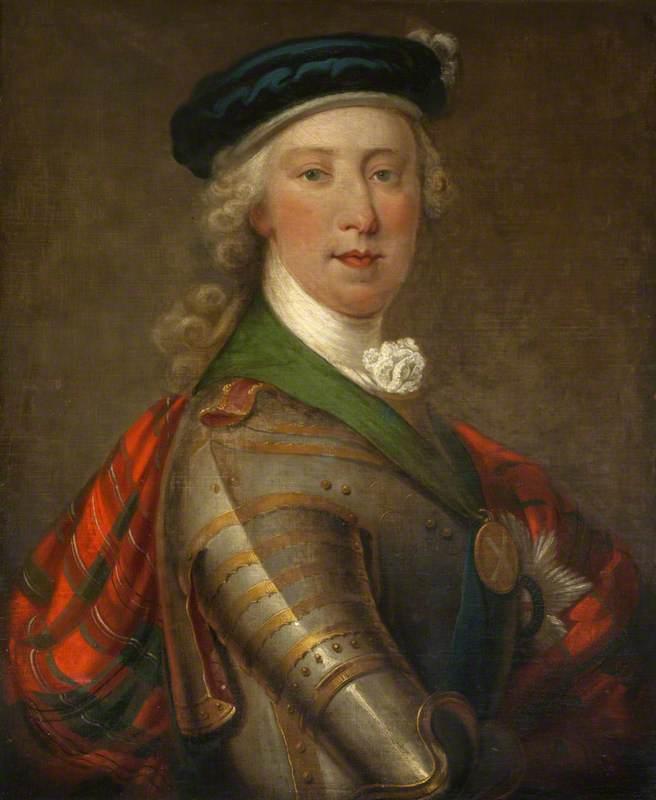
作为詹姆斯党领袖的查尔斯·爱德华（在特拉奎尔宅的一幅画，属于路易·托克的圈子）。

在罗马和巴黎，查尔斯见过很多斯图亚特王朝的支持者，他知道在每个欧洲宫廷中都有詹姆斯党的代表。他现在在通信和其他与促进他自己和他父亲的利益相关的实际工作中承担了相当大的份额。在巴黎和苏瓦松期间，查尔斯为恢复君主制寻求资金和支持。在与向他保证了苏格兰詹姆斯党运动的支持力量的托马斯·谢里丹爵士等爱尔兰和苏格兰流亡者进行对话及收到赫克托·麦克莱恩爵士以寻求干预的名义向查尔斯提交的请愿书后，查尔斯决定向苏格兰发起远征。最终目的是发动一场叛乱，将他的父亲置于英格兰、苏格兰和爱尔兰的王位上。为了资助这次远征，查尔斯向巴黎银行家约翰·沃特斯和乔治·沃特斯借了约18万里弗尔。这些资金的一部分是通过英国效忠者的支持筹集的，如奥克斯堡大厅的亨利·贝丁菲尔德爵士。作为贷款的担保，查尔斯用了外曾祖父约翰三世·索比斯基的索比斯基王冠珠宝，这些珠宝是通过母亲传给他的。他动用这些巨额资金购买武器，并装备了拥有66门炮的老兵船“伊丽莎白号”和载有16门炮的私掠船“杜泰莱号”（有时称为“杜泰勒号”）。

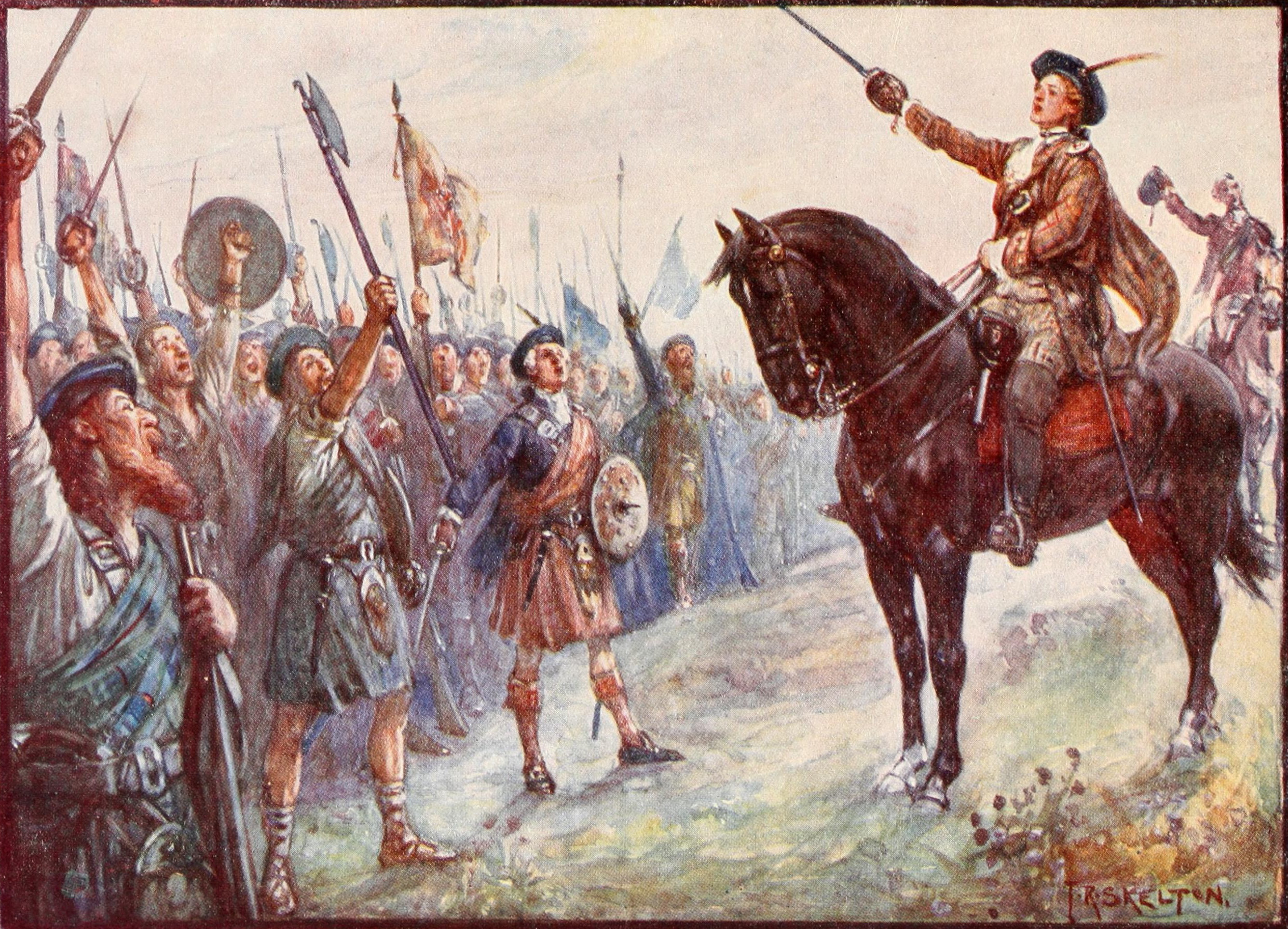
1907年所作的查尔斯王子在战场上的图。

1745年5月法国在豐特努瓦戰役中取得胜利，查尔斯和他的一行受到鼓舞，于7月5日启航前往苏格兰。在向北航行期间，查尔斯一行在凯尔特海遭到“HMS狮子号”炮击。查尔斯所在的“杜泰莱号”扬帆逃跑，而“伊丽莎白”号则以更强大的火力与“HMS狮子”号交战。当“狮子号”撤退，“伊丽莎白”号被迫返回布雷斯特进行维修并带走了查尔斯的大部分补给，包括约1800把大刀、8门大炮和他购买的1500支步枪中的大部分。“杜泰莱号”则能够继续与查尔斯合作，并于7月23日成功地将他和七名同伴带到埃里斯凱島。该组织后来被称为莫达特七人，其中包括爱尔兰流亡者、前法国军官约翰·奥沙利文和查尔斯的秘书乔治·凯利。许多高地氏族，包括天主教和新教徒，仍然支持詹姆斯党的宣称，查尔斯期待这些氏族的热烈欢迎，让詹姆斯党人在英国各地发动叛乱。然而，他受到当地部族领导人的冷遇，许多被联系的人建议他返回法国，包括斯莱特的麦克唐纳和诺曼·麦克劳德。意识到失败的潜在影响，他们感到自己是在没有法国军事支持的情况下抵达，查尔斯没有履行自己的承诺，其个人品质也没有说服力。查尔斯没有被吓倒，他再次启航，到达了洛赫南烏阿姆灣。他曾希望得到法国舰队的支持，但没有得到，他决定在苏格兰组建一支军队。

### 早期阶段和普雷斯顿潘斯的胜利：1745年
虽然一开始很多氏族首领都劝阻他，但查尔斯在提出了“如果起事失败，则为其财产的全部价值提供担保”后得到了卡梅隆氏族的领袖洛奇尔的多纳德·卡梅隆的关键支持。此后，他的支持继续增加。据记录，在此期间，查尔斯开始在小麦斯蒂尔·阿拉斯代尔的指导下学习盖尔语会话。8月19日，他在格倫芬南打出父亲的旗号，组建了一支大军进军爱丁堡。大军向东推进，在8月的最后一周到达因弗加里城堡。查尔斯的大军继续通过科里亚伊拉克山口，在那里他们对山口的控制说服了前进的政府军撤出该地区。先在布莱尔城堡短暂停顿后，查尔斯于9月4日抵达珀斯，在那里他的部队加入了更多的同情者，包括乔治·穆雷勋爵。穆雷曾参与1715年和1719年起事但被赦免。由于他对高地军事习俗有更好的了解，他接替了奥沙利文，詹姆斯党在接下来的一周里重新组织了军队。9月14日，查尔斯和他的部队占领了福尔柯克，查尔斯住在卡伦达宫，在那里他说服基尔马诺克伯爵加入。
不列颠军队领导者約翰·科普爵士將軍向因弗内斯进军，使南部国家处于无人防守的状态，从而帮助了查尔斯的进军。9月16日，查尔斯和他的军队在城外的爱丁堡朗斯通的格雷磨坊扎营。市长阿奇巴爾德·斯圖亞特控制了这座很快投降的城市，尽管乔治·普雷斯顿指挥下的城堡没有投降，并被封锁，直到查尔斯后来因缺乏火炮而取消围攻。9月17日，查尔斯在大约2,400人陪伴下进入爱丁堡。在此期间，查尔斯还向他的支持者颁发了奖杯，一个突出的例子是查理王子的天盾。查尔斯在爱丁堡期间，画家阿兰·拉姆塞画了他的肖像。这幅肖像现在在戈斯福德室威姆斯伯爵的收藏品中，并在2016年展览于苏格兰国立肖像画陈列馆。

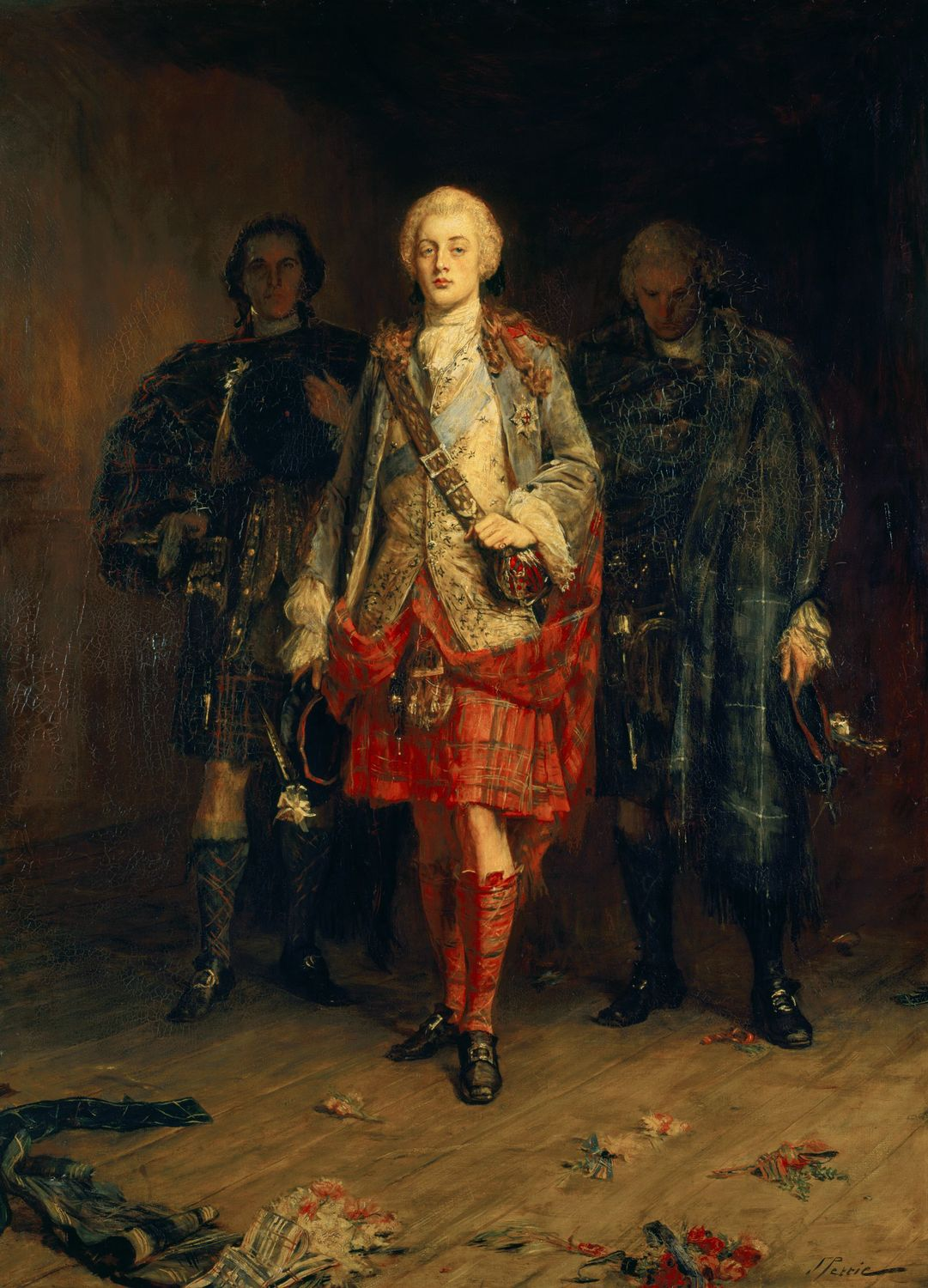
小王子查理走进霍利鲁德宫，旁边是洛希尔的多纳德·卡梅隆和皮茨利戈勋爵亚历山大·福布斯，约1892年由约翰·佩蒂绘制

与此同时，约翰·科普爵士已将他的部队从海上带到邓巴尔，这是一个他将很快后悔的决定。9月20日，查尔斯在杜丁斯顿加入并集合军队。9月21日，查尔斯在普雷斯頓潘斯戰役中打败由科普率领的苏格兰唯一的政府军，据说查尔斯离战斗的前线只有50步远，他后来对胜利涉及杀死自己的臣民表示遗憾。值得注意的是，据报道，在战斗期间，查尔斯和穆雷勋爵就部队部署问题发生了争执。历史学家休·道格拉斯认为，这将导致两人之间的关系不断恶化，最终导致后来在卡洛登的最终失败。

### 入侵英格兰：1745-1746年
普雷斯頓潘斯战役结束后，士气高涨，查尔斯回到爱丁堡，在霍利鲁德宫建立朝廷。10月中旬，法国派一名特使一起提供了资金和武器，詹姆斯党士气进一步高涨，这似乎证实了法国支持的说法。然而，埃尔乔勋爵后来声称，他的苏格兰同胞已经对查尔斯的专制风格感到担忧，并担心他受到爱尔兰顾问的过度影响。由年长领导人组成的“王子委员会”成立；查尔斯因这是苏格兰人强加给他们的神授君主的而怀恨，而每天的会议也加剧了派系之间的分歧。据说委员会成员包括珀斯公爵、乔治·穆雷勋爵、托马斯·谢里丹、约翰·奥沙利文、布劳顿的默里、洛希尔、凯波克、克兰拉纳尔德、格伦科、阿尔德谢尔和洛赫加里。经过多次讨论，查尔斯说服议会同意入侵英格兰。到11月，查尔斯率领多达近6000人向南进军。11月10日，卡莱尔向查尔斯投降。21日，查尔斯和他的军队继续南进到了彭里斯，26日到普雷斯顿，29日到曼彻斯特。12月4日，他的军队南进远达德比郡的斯沃克斯通桥的特伦特河。
在到达德比后，因为缺乏英格兰詹姆斯党和法国的支持，以及有传言称大量政府部队正在集结，尽管查尔斯反对，他在埃克塞特宫的委员会决定返回苏格兰。查尔斯承认，离开法国后，他从未收到过英格兰詹姆斯党的消息；这意味着他在声称其他情况时撒谎，他与一些苏格兰人的关系受到了不可挽回的损害。12月6日，詹姆斯党和查尔斯离开德比，开始向北返回苏格兰。查尔斯向北的路线与他曾经南下的路线相同。他于12月9日返回曼彻斯特，经过当地居民的轻微抵抗，查尔斯向该镇索要5000英镑，最终获得2500英镑的付款。然后，查尔斯继续穿过普雷斯顿、兰开斯特和肯达尔，直到12月18日，詹姆斯党军队最终在坎布里亚郡的克利夫顿与政府军相遇。詹姆斯党军队将继续赢得克利夫顿摩尔的小冲突，使他们能够继续向北穿过卡莱尔，回到苏格兰。
查尔斯和他的军队在26日到达格拉斯哥并休息到1746年1月3日。他们随后决定围攻斯特林和斯特林城堡。然而，尽管该镇立即投降，但事实证明城堡的炮火太强，詹姆斯党部队无法接近并占领之。政府军也试图解围，结果导致查尔斯在随后的1746年1月的福尔柯克·穆伊尔战役中取胜。然而，未能攻占城堡导致了放弃围攻，詹姆斯党部队向北移动到克里夫，然后是因弗内斯。在天气好转之前，作战暂停，查尔斯军队随后在因弗内斯休息。但他们后来被乔治二世之子坎伯兰公爵的军队追赶。

### 卡洛登和返回法国：1746年
4月16日，英国政府军在随后的卡洛登战役中赶上了查尔斯和他的军队。查尔斯无视下属乔治·穆雷将军的建议，选择在平坦开阔的沼泽地上作战，他的部队在那里受到了政府的强大火力。为了确保他的安全，他的军官要求查尔斯从前线后方指挥他的军队，这导致他无法清楚地看到战场。他希望坎伯兰的军队首先发起进攻，于是让他的士兵站在政府军炮台的精确火力下。看到这一错误，他迅速下令发动攻击，但他的信使在命令下达之前就被杀了。詹姆斯党冲入滑膛枪和加农炮射出的葡萄弹的夹缝中的进攻彼此不协同，几无进展。詹姆斯党在中心突破了政府军的第一道防线，但这次进攻最终被第二道防线的士兵击退。前线的幸存者随后逃跑了。然而，在战场东北侧作战的詹姆斯党军队以及第二道防线的爱尔兰和苏格兰正规军有序撤退，使查尔斯和他的私人随从得以向北逃跑。

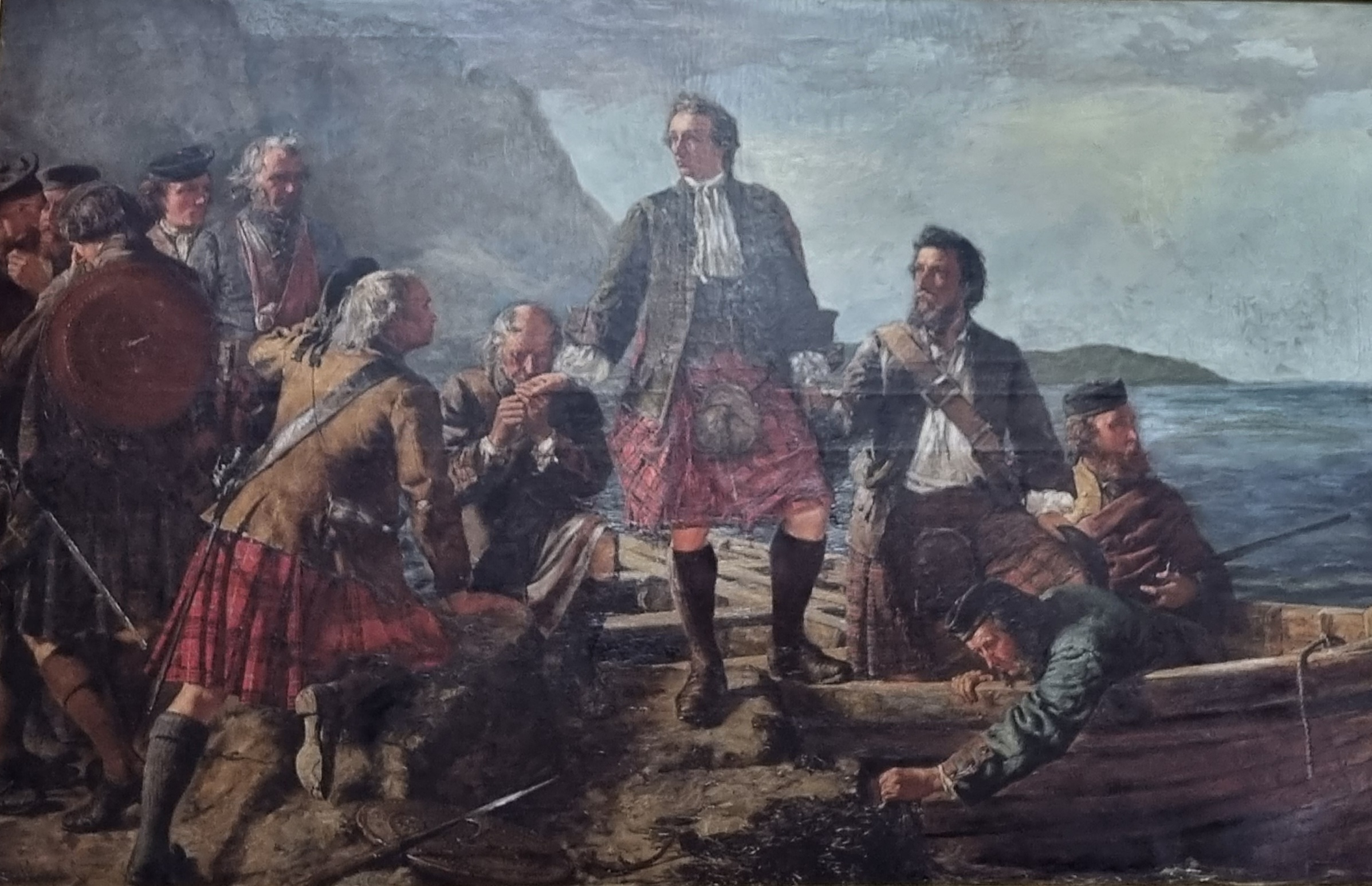
艺术家约翰·布雷克·麦克唐纳于1863年创作的《再无洛哈伯——查理王子离开苏格兰》

失败后，穆雷设法带领一群詹姆斯党前往鲁思文，打算继续战斗。然而，查尔斯认为自己被背叛了，决定放弃詹姆斯党的宣称。在距离战场约20英里的地方，查尔斯在戈特利克他可能的支持者洛瓦特领主勋爵家短暂休息，然后于4月16日经由奥古斯都堡撤退到因弗加里城堡。查尔斯首先躲藏在苏格兰的荒野，然后逃往赫布里底群岛，总是勉强领先于政府军。许多高地人帮助他逃亡，没有一个人为了3万镑的奖金背叛他。查尔斯得到了支持者的帮助，如引水人加尔特里吉尔的唐纳德·麦克劳德、将他带到本貝丘拉島的孔·奥尼尔将军。从4月16日至6月28日，查尔斯穿过本貝丘拉島、南尤伊斯特岛、北尤伊斯特岛、哈里斯岛和刘易斯岛。6月28日，弗洛拉·麥克唐納将他假扮成女佣“贝蒂·伯克”，帮助他逃到斯凯岛，然后到拉賽島。查尔斯在斯凯岛一直呆到7月8日，然后返回大陆到莫拉尔。 在一些忠诚的仆人和当地支持者的帮助下，查尔斯在西格蘭扁山脈躲避政府军数周。他最终逃脱了追捕，并在9月乘坐理查·沃伦指挥的法国护卫舰“欢乐号”离开了该国。洛哈伯境内阿里塞格湾岸的王子石冢标志着传统意义上他最终离开苏格兰的地点。

## 晚年

### 欧洲生活：1746-1766年
1746年10月10日（旧历9月29日），查尔斯重新登陆法国。他起初受到了路易十五的热烈欢迎，但就额外的军事或就政治援助而言，他的努力被证明是徒劳的。但他因为在苏格兰的功绩立刻成为巴黎人民的流行英雄和偶像。1747年3月，他短暂地经由里昂前往马德里，与西班牙的费尔南多六世会面，尽管国王拒绝了西班牙帮助复辟斯图亚特的想法。期间，其弟亨利在7月接受了红衣主教的职位。他与弟弟亨利的关系恶化，并故意中断了与罗马父亲的联系（后者同意此事）。

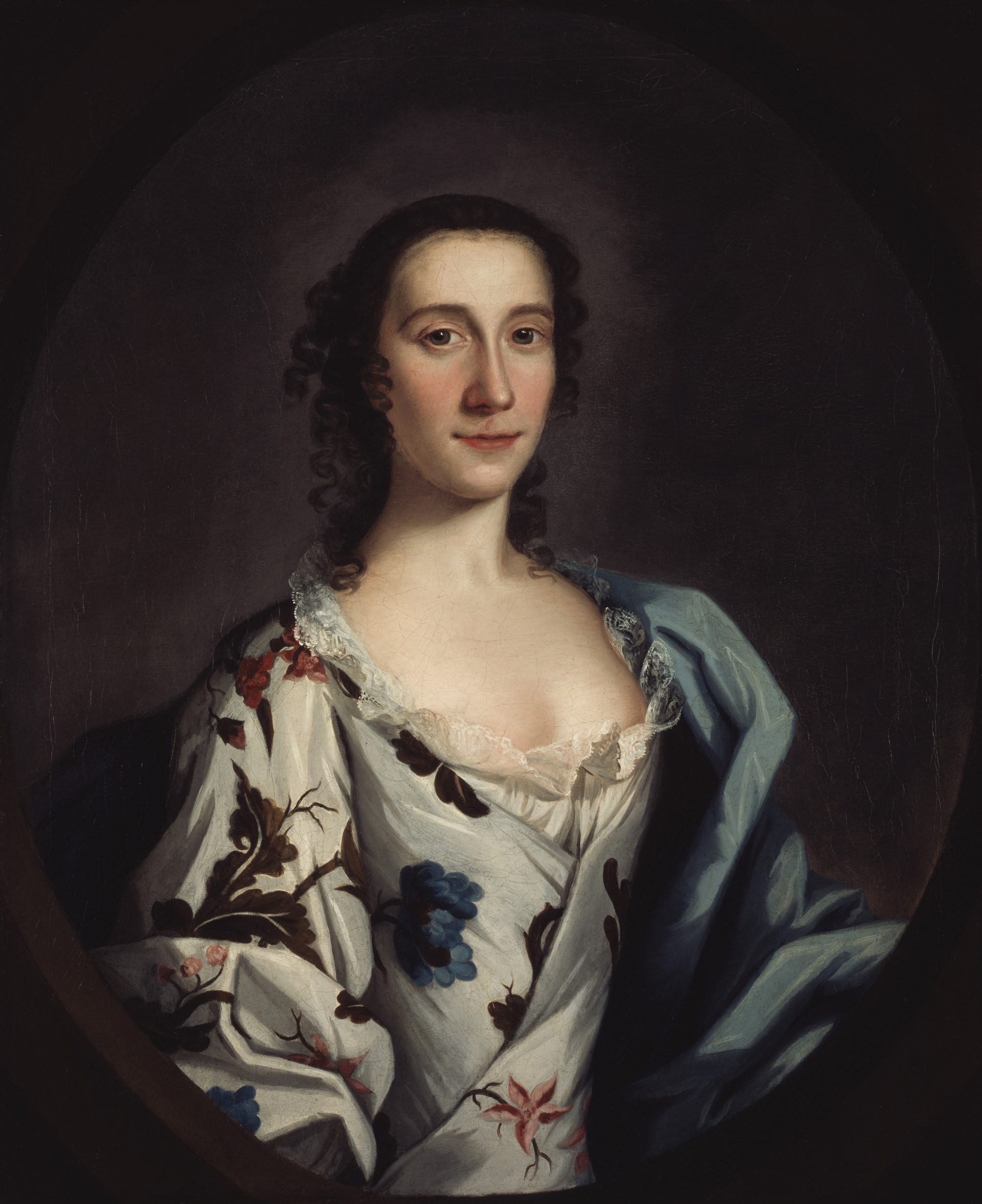
1760年的克莱门蒂娜·沃尔金肖

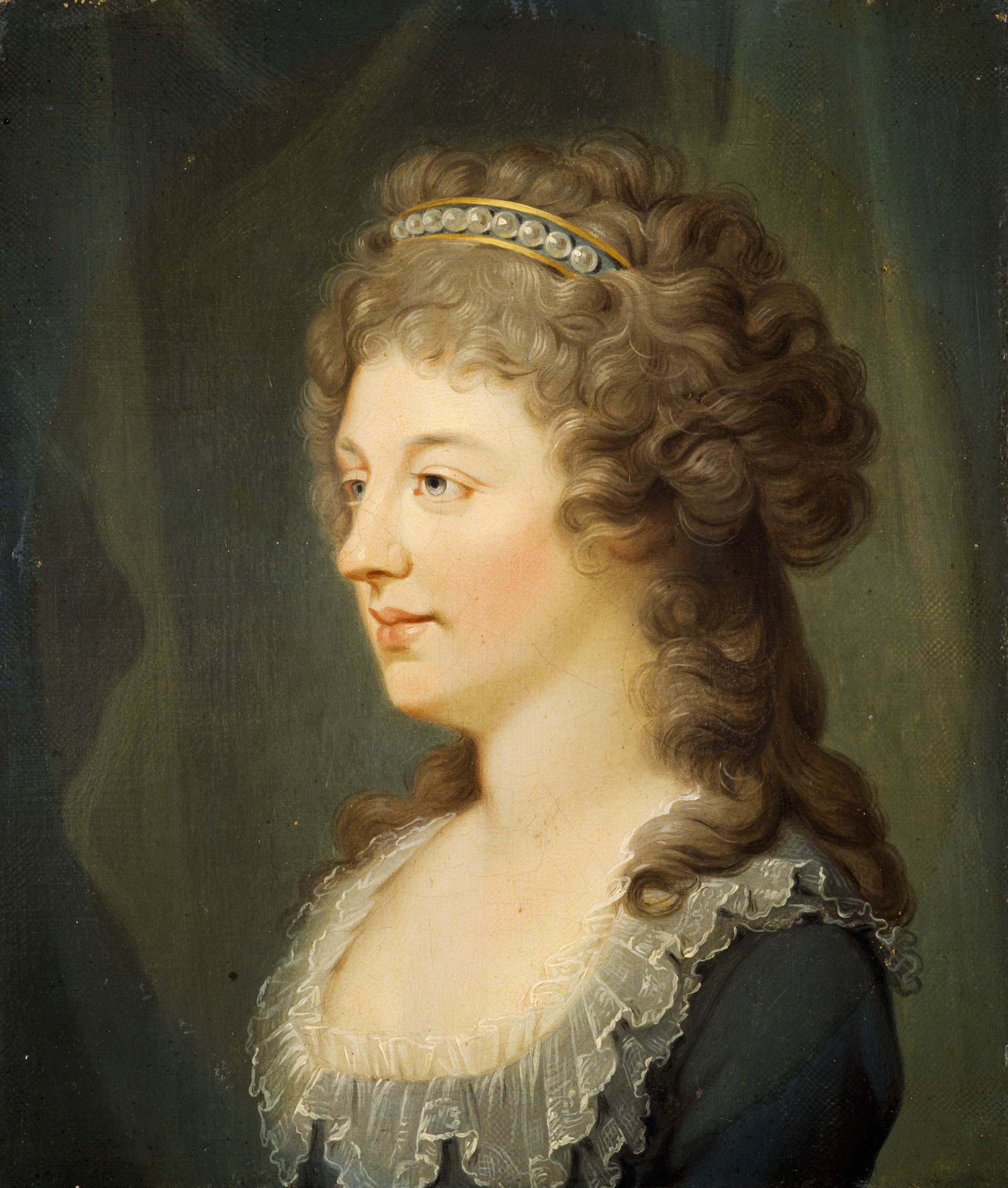
奥尔巴尼女公爵夏洛特·斯图亚特是查尔斯唯一活过幼儿期的孩子（休·道格拉斯·哈米尔顿所画）

回到法国后，查尔斯有很多情妇。他和表亲、盖梅讷亲王儒勒的妻子玛丽·露易丝·德·拉图尔·德·奥维涅有了私情，生有一个夭折的儿子小查尔斯（1748年 - 1749年）。1748年12月，他在皇家宫剧院观看歌剧时被法国当局逮捕。和约翰·罗伊·斯图亚特一同被短暂囚禁于万塞讷城堡后，根据结束了奥地利王位继承战争的《第二亚琛和约》，查尔斯被逐出法国。他首先迁往阿维尼翁的教宗领地，然后于1749年迁往洛林公国的吕内维尔。在随后的几年中，据报道，他曾多次秘密访问巴黎，但没有被法国当局发现。

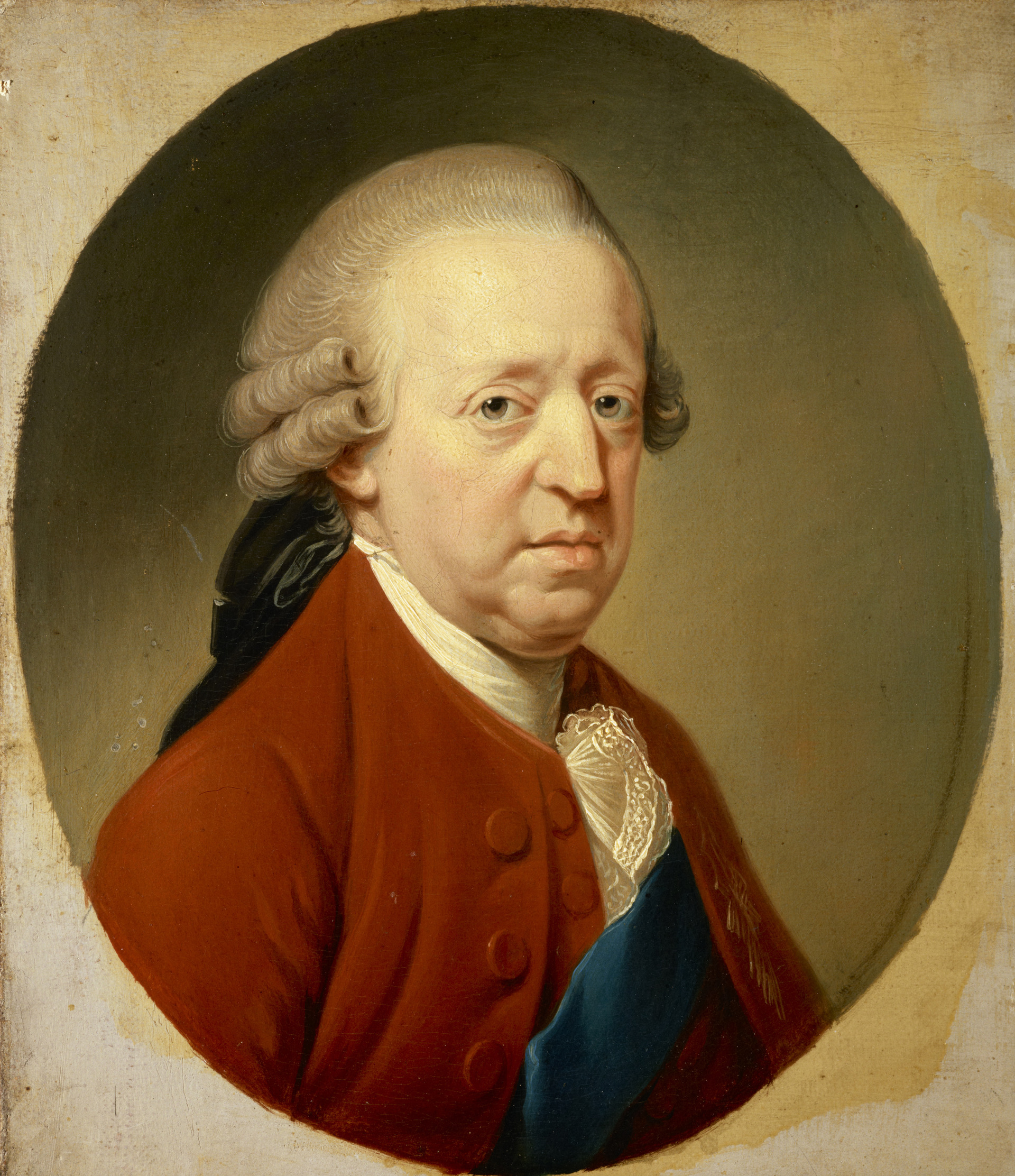
晚年的查尔斯·爱德华·斯图亚特，约1785年休·道格拉斯·哈米尔顿所画

战败后，查尔斯告诉留在英格兰的詹姆斯党，他已经接受自己身为天主教徒不能恢复英格兰和苏格兰王位的现实，愿意改宗新教换取王位。1750年，他秘密潜入伦敦，主要在伦敦埃塞克斯街的第三代普里姆罗斯子爵的遗孀的住所逗留了几周。在伦敦期间，查尔斯放弃了罗马天主教信仰，并通过接受圣公会圣餐（可能是在剩余的一个无陪审团的小教堂）而遵从了新教信仰。坚定的詹姆斯党人罗伯特·戈登主教在西奥巴尔德行的房子成为查尔斯的庇护所之一，且很可能就是实施仪式的地方，而早在1788年，格雷律师学院的一家被非陪审员使用的教堂就被指为仪式现场。这据说驳斥了大卫·休谟关于这是一座在斯特兰的教堂的说法，以及认为仪式是在圣马田教堂举行的像凯贝特这样的传记作者。
他一度和可能是在1745年起事时相识的苏格兰情妇克莱门蒂娜·沃尔金肖（后称阿尔贝斯特罗夫伯爵夫人）一同流亡。她被查尔斯的很多支持者怀疑是大不列颠的汉诺威政府安插的间谍。1753年，他们生下女儿夏洛特。由于无力挽回詹姆斯党的颓势，查尔斯沉湎饮酒，在其父詹姆斯的容许下，母女俩离开了查尔斯。
1759年，时值七年战争，查尔斯在巴黎被法国外交大臣舒瓦瑟尔公爵召见。查尔斯因为争吵和在理想上过于理想化，没能留下好印象。舒瓦瑟尔计划一场对英格兰的全面入侵，由10万大军参与，希望查尔斯率詹姆斯党人也参与其中。但由于对查尔斯失望，他最终放弃寻求詹姆斯党的帮助。查尔斯最后的复辟英格兰、苏格兰和爱尔兰王位的希望——联合法国入侵英国，也随着法国海军在基贝隆湾和拉各斯的战败而成为泡影。

### 觊觎者：1766-1788年
1766年1月1日，曾被教宗克勉十一世承认为英国国王的查尔斯之父詹姆斯去世，但40多年后，已承认詹姆斯为英格兰、苏格兰、爱尔兰国王“詹姆斯三世和八世”的教宗克勉十三世却不同样承认查尔斯为“查理三世”。唯在1月23日，在教宗准许下，他搬入其父已生活了40多年的穆蒂宫。查尔斯“登基”时写信给法国和西班牙国王，但两位国王都没有承认他为国王查理三世。查尔斯回到了罗马的社交生活，拜访了教皇，并沉迷于狩猎、射击、舞会、音乐会、歌剧和戏剧等娱乐活动。一个值得注意的时刻是，他于4月6日在基吉宫会见并聆听了沃尔夫冈·阿马德乌斯·莫扎特的演出。然而，他会定期把自己关在房间里，据说晚年没有建立新的友谊。1770年，他访问了佛罗伦萨和比萨，在那里，他在城市的温泉浴场里洗澡。查尔斯于1771年初回到巴黎，并得到了法国舒瓦瑟尔公爵的许可，后者再次希望讨论詹姆斯党入侵的可能性。然而，据报道，在会见当天，查尔斯喝得酩酊大醉，无法连贯地讲话，讨论被放弃。
当查尔斯步入51岁时，詹姆斯党支持者和法国人都担心王子尚未结婚，只有他宣誓过独身的牧师弟弟仍然是男性继承人。法国人还希望继续使用斯图亚特家族作为对抗英国政府的潜在武器。1771年，查尔斯在巴黎时，曾派遣贝里克兵团的爱尔兰军官埃德蒙·瑞安爵士寻找新娘。尽管关于准新娘进行了一些潜在的谈判，但他还是未能找到妻子。几个月后，查尔斯的朋友艾吉永公爵和查尔斯的堂兄查尔斯·菲茨詹姆斯·斯图尔特建议菲茨詹姆士的大姨子、斯托尔伯格-革登的露易丝公主作为准新娘。因此，1772年3月28日，查尔斯通过代理人与斯托尔伯格-革登的露易丝公主结婚。之后不久，这对夫妇于1772年4月17日在马切拉塔第一次见面，据报道，他们的婚姻已经完成。
他们最初定居罗马，1774年迁往佛罗伦萨，1777年得到科西尼亲王提供的住所圣克莱门特宫，现在为了纪念他又叫“觊觎者宫”。查尔斯在佛罗伦萨化名“奥尔巴尼伯爵”，该名字屡屡出现在欧洲出版物上，其妻露易丝也被通常称为“奥尔巴尼伯爵夫人”。查尔斯晚年的健康状况恶化，据报道他患有哮喘、高血压、腿部肿胀和溃疡。例如，1774年，当他在佛罗伦萨时，他经常患有哮喘和与腿有关的疾病，这需要他的仆人把他抬上马车。查尔斯也是众所周知的酒鬼，这种情况随着年龄的增长而恶化。
查尔斯和露易丝于1777年离开佛罗伦萨返回罗马。他们的关系变得越来越富于争吵。据说其中一个原因是关于露易丝与她的廷臣卡尔·邦斯泰顿和意大利诗人维托里奥·阿尔菲里伯爵的通奸关系的猜测，另一个原因是查尔斯越来越不理性，越来越酗酒。1780年11月，露易丝正式离开了查尔斯。分居后，她声称查尔斯对她进行了身体虐待；同时代人普遍相信这一主张。史学家道格拉斯指出，查尔斯在圣安德鲁节庆祝活动后饮酒，并在指控露易丝不忠后，可能试图强奸她，导致她尖叫，以至于家庭佣人介入。在随后的几年中，教宗将查尔斯的教宗养老金的一半授予露易丝，查尔斯的国际声誉受到了严重损害。据说查尔斯的生活越来越与世隔绝，越来越不悦，尤其是当他的弟弟亨利同意将露易丝安置在他的庄园后。
1783年，查尔斯的健康状况持续下降，有一段时间，他病得很严重，以至于被授予病人傅油聖事。尽管查尔斯康复了，但他同意创建一份新的遗嘱，并签署了一份非婚生女儿夏洛特的合法化法案，签署了一份文书，将私生女夏洛特合法化。他也给她苏格兰贵族的“奥尔巴尼女公爵”“殿下”的称号。但这并不足以赋予夏洛特对英国王位的继承权。此后5年，夏洛特陪伴查尔斯在佛罗伦萨度过。最终，她比父亲多活了不到两年，于1789年11月在博洛尼亚未婚而亡。1784年4月，来访的瑞典国王古斯塔夫三世说服查尔斯授予露易丝分居令。虽然由于教宗国没有此类法律程序，不是正式离婚，但露易丝因此可以合法获准与丈夫分居，尽管她已经分居了一段时间。查尔斯晚年的大部分时间都生活在佛罗伦萨和罗马之间，但1785年他最后一次离开佛罗伦萨返回罗马。据报由于体弱，他的医生限制了他的轻装旅行。

## 死亡和下葬

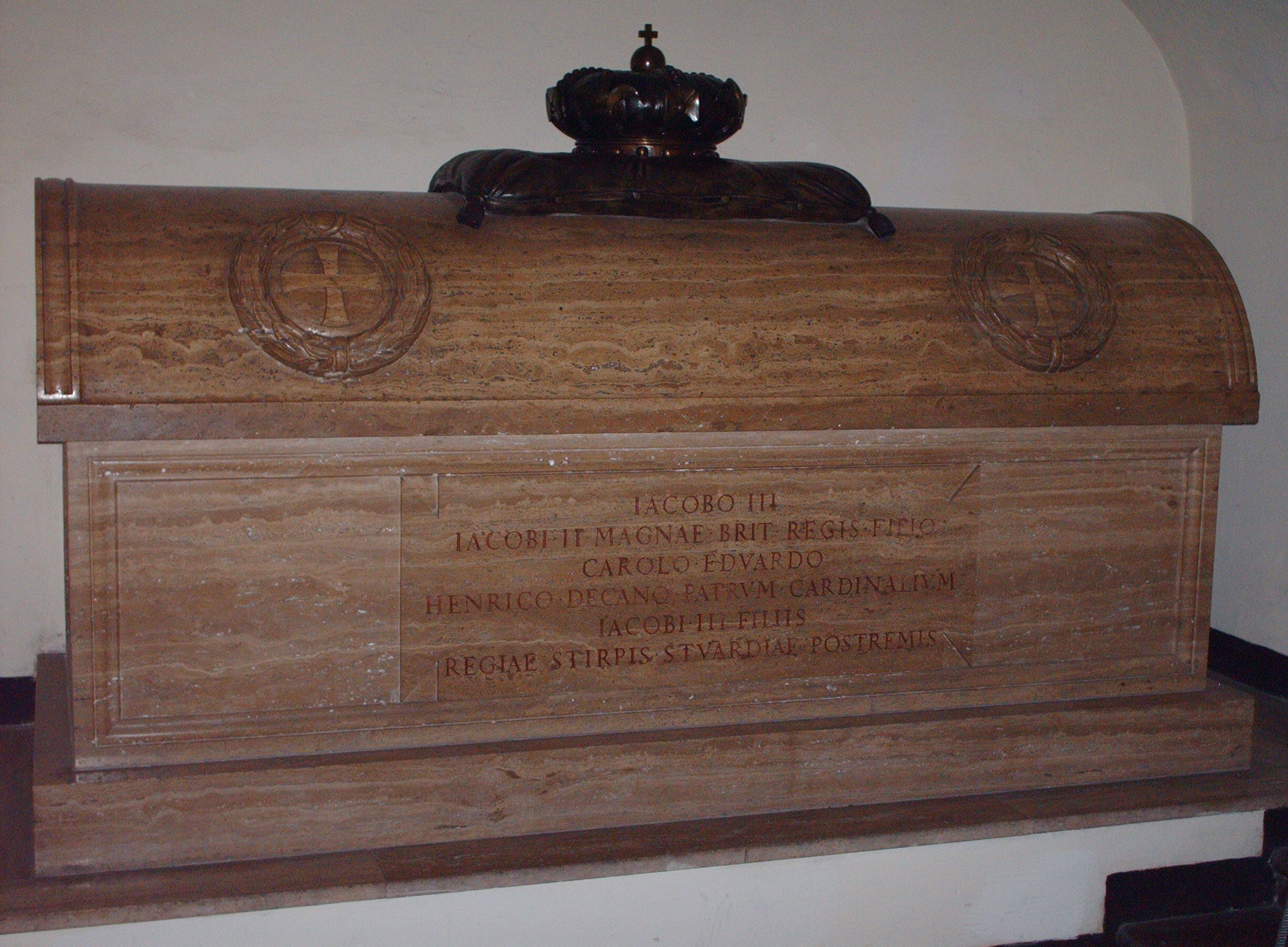
查尔斯与其父、弟在罗马圣彼得大教堂的坟墓

1788年1月30日，67岁的查尔斯因中风死于罗马。他的弟弟约克枢机主教见证了他的死亡，记录显示他于1月31日上午去世，这是因为宣布他是和他不幸的曾祖父被处决的同一天死亡是不吉利的。查尔斯的遗嘱将他的大部分财产留给了他的继承人女儿夏洛特。也有一些例外，包括一些给他弟弟亨利的碟和一些给仆人的年金。
在他死后，他的脸被做了一个石膏，他的尸体被防腐并放在一个柏木棺材里。装饰有带圣安德鲁十字架的蓟勋章和带圣乔治十字架的嘉德勋章的查尔斯先被埋葬其弟亨利任主教的罗马附近的弗拉斯卡蒂大教堂。1807年亨利去世时，查尔斯的遗体（除了他的心脏）被转移到梵蒂冈聖伯多祿大殿的地下室，并安葬在他弟弟、父亲的遗体旁边。其在安托尼奥·卡诺瓦的皇家斯图亚特纪念碑的下方。他的母亲玛丽亚也葬在聖伯多祿大殿附近。他的心脏保存在弗拉斯卡蒂大教堂，在那里，它被放在一座纪念碑下的地板下的一个小瓮中。
查尔斯没有婚生子女存活，这使得其弟“约克公爵”亨利成为“亨利九世”（在苏格兰称“亨利一世”）。但亨利身为司鐸，终身未婚，他死后，老王位觊觎者绝嗣，詹姆斯党人转而支持查理一世幼女的后人、萨伏伊家族的撒丁尼亚国王卡洛·埃马纽莱四世为“英国国王查理四世”，但此后詹姆斯党的拥护对象都没有提出继承英国王位的要求。

## 文学形象
自18世纪以来，查尔斯一直被描绘在绘画中，其中大部分属于浪漫主义，后来又属于詹姆斯党在维多利亚时代的代表。查尔斯于1746年离开苏格兰被弗朗西斯·威廉·托普汉绘制为一幅肖像画 《查尔斯·爱德华王子向他的朋友告别》。1892年，约翰·佩蒂描绘了查尔斯进入霍利鲁德宫的情景。查尔斯和詹姆斯党也会被描绘在许多绘画、印刷品和物品上，他的肖像和纹章甚至被描绘在雕刻的饮用玻璃等物品上。
查尔斯在舞台上、电影和电视上都有过形象。他由大卫·尼文在1948年的半传记电影《查理王子》中饰演。安德鲁·高尔也根据戴安娜·盖伯顿的系列丛书，在历史剧《古战场传奇》中塑造了查尔斯。他的一生构成了众多历史剧的组成部分，包括《英俊王子查理》（1897年）、《小王位觊觎者》（1996年）和《荣耀》（2000年）。
查尔斯·斯图尔特的遗产和他在詹姆斯党运动中的角色也影响了歌曲和音乐。例子包括民歌《这是你家庭生活的黄金》《英俊王子查理》《查理不王谁可王？》《查理是我的宝贝》。英国作家哈罗德·埃德温·博尔顿爵士的《斯凯岛船歌》和塞恩·克拉拉·麦克·多姆奈尔的爱尔兰歌曲《我英勇的爱人》纪念查尔斯随后从苏格兰逃离。流行歌曲《我的邦尼躺在海上》可以指代他，也可以指代任何女人。1961年托尼·谢里登和披头士对其进行了翻唱。

## 纹章

查尔斯作为威尔士亲王使用的纹章

在他自称威尔士亲王的过程中，查尔斯声称拥有一件由王国纹章组成的纹章，与之不同的是有三个点的银色标签。

### 资料
- Aronson, Theo. . London: Cassell. 1979. ISBN 978-0304303243.
- Bongie, Laurence. . Vancouver: University of British Columbia Press. 1986. ISBN 978-0774802581.
- Chidsey, Donald Barr. . London: Williams & Norgate. 1928.
- Coltman, Viccy. . Cambridge: Cambridge University Press. 2019. ISBN 9781108278133.
- Daiches, David. . London: Thames & Hudson. 1973. ISBN 0-500-25034-0.
- Douglas, Hugh. . London: Hale. 1975. ISBN 978-0709148159.
- Elcho, David Wemyss. . Edinburgh: Published by David Douglas. 1907. OCLC 1033725714.
- Kaiser, Thomas. . Eighteenth-Century Studies. 1997, 30 (4): 365–381  [28 August 2022]. JSTOR 30053865. S2CID 155039620. doi:10.1353/ecs.1997.0035. （原始内容存档于2022-08-28）.
- Johnston, Arran. . Prestonpans: Prestoungrange University Press. 2010. ISBN 978-0850111248.
- Kybett, Susan M. . London: Unwin Hyman. 1988. ISBN 978-0044403876.
- Longmate, Norman. . HarperCollins. 1993. ISBN 978-0091748371.
- McLynn, Frank. . London: Pimlico. 2005. ISBN 978-0099526391.
- McLynn, Frank. . London: Routledge. 1988. ISBN 979-8646825446.
- McLynn, Frank. . London: Routledge & Kegan Paul. 1985. ISBN 978-0710201652.
- 本条目包含来自公有领域出版物的文本: Vaughan, Herbert Millingchamp. . Chisholm, Hugh  (编).  5 (第11版). London: Cambridge University Press: 940–942. 1911.
- Norie, William. . Caxton. 1907.
- Pininski, Peter. . Amberley. 2010. ISBN 978-1-84868-194-1.
- Preston, Diana. . Constable. 1995. ISBN 978-0094761704.
- Riding, Jacqueline. . Bloomsbury. 2016. ISBN 978-1408819128.
- Silverman, Jerry. . Melbay Publications. 2010. ISBN 978-1609749316.
- Stewart, James A. Jr. . Proceedings of the Harvard Celtic Colloquium. 2001, 20/21: 141–173. ISBN 978-0674023833. JSTOR 41219594.